# Унетицька культура
Унетицька культура — археологічна культура ранньої бронзової доби.
Час існування 1700—1300 рр. до Р. Х.. У період розквіту була поширена на значній території в Центральній Європі (Нижня Австрія, Моравія, Чехія, Тюрингія, Саксонія, південь Бранденбургу, південний захід Польщі : Сілезія, Великопольща, Куявія, Померанія). Мала локальні варіанти.
Названа по могильнику Унетице (чеськ. Unetice) Центральночеського краю біля Праги (Чехія).
Поховання Унетицька культура — скорчені на боці трупоположення у ямах; зустрічаються дитячі поховання в керамічних посудинах і трупоспалення.
- Поселення раннього періоду невідомі; пізнього (із 1550 р. до РХ) — розташовані на піднесених місцях, іноді укріплені дерев'яними огорожами з валами.
- Хати стовпової конструкції й напівземлянки.
- Кераміка — посудини із шліфованою поверхнею.
- Знаряддя й зброя з каменю, на пізніх пам'ятках — і із бронзи (алебарди, кинджали й інше).

- Основні заняття населення — плужне землеробство й тваринництво.
- Деякі могильники свідчать про виникнення майнової диференціації.